# Літрім (графство)
Літрім (англ. Leitrim, ірл. Liatrom) — графство на півночі Ірландії. Має найменше населення з-поміж усіх графств країни.

## Адміністративний поділ
Входить до складу провінції Коннахт на території Республіки Ірландії. Столиця і найбільше місто — Каррік-на-Шанноні.

## Найбільші поселення
- Каррік-на-Шанноні (3,980)
- Маноргамілтон (1,336)
- Кінлох (1,018)